# Stewarton
Stewarton (in gaelico scozzese: Baile nan Stiùbhartach) è una cittadina (e un tempo burgh) di circa 7.000 abitanti della Scozia sud-occidentale, facente parte dell'area di consiglio del Ayrshire Orientale (East Ayrshire) e situata lungo l'Annick Water.
È nota come Bonnet Toun, per via della produzione di questo copricapo.

## Geografia fisica
Stewarton si trova a 9 km a nord di Kilmarnock e a 13 km a nord-est di Irvine (Ayrshire Settentrionale).

## Storia
Già nel corso del XV secolo, la località divenne nota per la produzione di bonnet.
Intorno al 1850, l'industria tessile locale dava lavoro a circa 2.500 persone.

## Monumenti e luoghi d'interesse

### Architetture militari
Nei dintorni di Stewarton, si ergono le rovine del Corsehill Castle, un castello le cui origini risalgono al XII secolo.

## Società

### Evoluzione demografica
Al censimento del 2011, Stewarton contava una popolazione pari a 7.065 abitanti, di cui 3.733 erano donne e 3.332 erano uomini.
La popolazione sotto i 18 anni era pari a 1.528 unità.
La località ha conosciuto un incremento demografico rispetto al 2001, quando contava una popolazione pari a 6.700 abitanti. Il dato è tuttavia tendende al ribasso, in quanto la popolazione stimata per il 2016 era pari a 6.870 abitanti.